# Eulamaop
L'eulamaop (Eulamaops parallelus) és una espècie extinta de mamífer artiodàctil de la família dels camèlids que visqué a Sud-amèrica durant el Plistocè superior, fa entre 12.000 i 780.000 anys. Se n'han trobat restes fòssils a la província argentina de Buenos Aires. Es tracta de l'única espècie del gènere Eulamaops. Devia pesar uns 150 kg. Era un parent proper dels llames d'avui en dia, però sense ser-ne un avantpassat directe. El nom genèric Eulamaops significa ‘aspecte típic de llama’, mentre que el nom específic parallelus significa ‘paral·lel’ en llatí.